# Soulmate
"Soulmate" – ballada popowa stworzona przez Natashę Bedingfield, Madsa Hauge'a i Davida Tencha na drugi album studyjny Bedingfield, N.B. (2007). Wyprodukowany przez Bedingfield oraz Patricka Leonarda, utwór wydany został jako drugi singel promujący krążek dnia 2 lipca 2007 w Wielkiej Brytanii.

## Informacje o singlu
Po sukcesie poprzedniego singla "I Wanna Have Your Babies" na brytyjskich listach przebojów, artystka zdecydowała się wydać drugi singel promujący krążek N.B. "Soulmate" ukazał się dnia 2 lipca 2007 w rodzimym kraju wokalistki natomiast miesiąc później w pozostałych krajach Europy. W lutym 2008 piosenka znalazła się na amerykańskim albumie Bedingfield, Pocketful of Sunshine.
Kompozycja uzyskała negatywne recenzje od brytyjskich krytyków muzycznych. Paul Taylor, recenzent Manchester Evening News określił utwór jako "zbyt emocjonalny" natomiast strona IndieLondon.co.uk nazwała piosenkę "bardzo sentymentalną" przyznając "Soulmate" dwie na pięć gwiazdek. Lizzie Ennever w recenzji dla BBC wyznała, że piosenka ta jest "jedną z gorszych z albumu N.B.", porównując Bedingfield do australijskiej piosenkarki Tiny Areny.
Pomimo krytyki ze strony brytyjskich mediów, amerykańscy recenzenci byli zachwyceni utworem. Oficjalnie kompozycja wydana została jako czwarty singel promujący album Pocketful Of Sunshine w USA dnia 10 grudnia 2008. Piosenka znalazła się na pozycji #96 na notowaniu Billboard Hot 100.

## Wydanie singla
"Soulmate" zadebiutował na pozycji #70 notowania UK Singles Chart, by po trzech tygodniach znaleźć się na miejscu #7, osiągając je jako najwyższą pozycję. W Irlandii utwór debiutował dnia 5 lipca 2007 na pozycji #38. Tydzień po debiucie piosenka znalazła się na miejscu #28. Na oficjalnej liście w tym kraju "Soulmate" spędził łącznie trzy tygodnie.
Znacznie lepiej utwór poradził sobie na oficjalnych listach przebojów w pozostałych krajach Europy. W Szwajcarii piosenka jako najwyższe osiągnęła miejsce #7 spędzając na notowaniu trzydzieści osiem tygodni. Trzydzieści trzy tygodnie "Soulmate" znajdował się na oficjalnej austriackiej liście najpopularniejszych singli osiadając, podobnie jak w Szwajcarii, na pozycji #7. Również ponad trzydzieści notowań piosenka spędziła w Niemczech zajmując jako najwyższe, miejsce #12. "Soulmate" znalazł się w Top 40 oficjalnych notowań w Finlandii, Holandii oraz Norwegii.

## Teledysk
Teledysk do singla nagrywany był w dniach 10-11 maja 2007, w Los Angeles (Kalifornia) oraz reżyserowany przez Marka Pellingtona. Klip rozpoczyna się zbliżeniem na postać artystki znajdującej się w ciemnym pokoju. Potem kamera powoli oddala się, ujawniając zawartość pokoju - sofę i lustro. Ujęcia wykonane z wokalistką w białej sukience znajdują się na różnych tłach: jasnym, na tle wieżowców oraz przed całującą się parą. Videoclip ujrzał światło dzienne dnia 6 czerwca 2007 na brytyjskiej stronie Yahoo! Music.

## Listy utworów i formaty singla
Brytyjski CD singel

(88697111992; Wydany dnia 2 lipca 2007)
1. "Soulmate"
2. "Chasing Cars" (Na żywo podczas Live Lounge dla BBC Radio 1)

Australijski CD singel

(88697125472; Wydany dnia 6 sierpnia 2007)
1. "Soulmate"
2. "Chasing Cars" (Na żywo podczas Live Lounge dla BBC Radio 1)
3. "I Wanna Have Your Babies" (Kardinal Beats remix)
4. "Soulmate" Videoclip

Digital download

(Wydany dnia 5 czerwca 2007)
1. "Soulmate"
2. "Chasing Cars" (Na żywo podczas Live Lounge dla BBC Radio 1)

iTunes digital download

(Wydany dnia 2 lipca 2007)
1. "Soulmate" (Wersja akustyczna na żywo dla AOL)

Oficjalne remiksy
1. "Soulmate" (Bimbo Jones Radio edit)
2. "Soulmate" (Bimbo Jones Club mix)

## Pozycje na listach
| Lista przebojów (2007)         | Najwyższa pozycja |
| ------------------------------ | ----------------- |
| Austria Singles Chart          | 7                 |
| Finlandia Singles Top 20 Chart | 13                |
| Holandia Top 40 Chart          | 24                |
| Irlandia Singles Chart         | 28                |
| Niemcy Singles Chart           | 12                |
| Norwegia Singles Chart         | 8                 |
| Szwajcaria Singles Chart       | 7                 |
| UK Singles Chart               | 7                 |

| Lista przebojów (2008)   | Najwyższa pozycja |
| ------------------------ | ----------------- |
| Kanada Billboard Hot 100 | 79                |
| USA Billboard Hot 100    | 96                |
| USA Billboard Pop 100    | 74                |

## Daty wydania
| Region           | Data            | Wytwórnia          | Format               | Katalog    |
| ---------------- | --------------- | ------------------ | -------------------- | ---------- |
| Wielka Brytania  | 2 lipca 2007    | Phonogenic Records | CD, digital download | B000RQM9RE |
| Niemcy           | 3 sierpnia 2007 | Sony Music         | CD, digital download |            |
| Australia        | 6 sierpnia 2007 | Sony Music         | digital download     |            |
| Ameryka Północna | 10 grudnia 2008 | Epic Records       | digital download     |            |